# Dorél Dobocan
Dorél Dobocan (* 1951 in Timișoara, Volksrepublik Rumänien) ist ein rumänisch-deutscher Maler. Er lebt und arbeitet in Mainz und Paris.

## Leben
Dorél Dobocan wuchs als Angehöriger der rumäniendeutschen Minderheit auf. Von 1968 bis 1973 studierte er in Timișoara an der Hochschule für Bildende Künste, wo er 1968 sein erstes Atelier einrichtete, die sogenannte „Waschküche“. Von 1969 bis 1972 gehörte er der Künstlergruppe SIGMA für Experimentelle Kunst an.
Zwischen 1963 und 1978 unternahm er vier Fluchtversuche aus der Volksrepublik Rumänien und wurde mehrfach als politischer Gefangener inhaftiert. Dobocan geriet auf die sogenannte „Todesliste“ des rumänischen Geheimdienstes Securitate, die ihn 1973 zwangsweise in eine Psychiatrie einwies. Er sah sich staatlichen Repressalien ausgesetzt; „Unbekannte“ brachen in seine Wohnung ein, rumänische Behörden versuchten seine Eltern dahingehend zu beeinflussen, ihr bereits erteiltes Einverständnis für eine „Ausländer-Ehe“ rückgängig zu machen – Dobocans Verlobte, die Psychologin Alida-Marianne Rujinschi, war 1975 bereits mit ihren Eltern von Rumänien in die Bundesrepublik Deutschland legal ausgereist. Das Paar sprach gemeinsam sechzehn mal erfolglos bei den zuständigen Behörden vor. Im November 1977 verfügte eine „Sonderkommission“, dass Dobocans Bilder, die er auf der Jahresschau in Timișoara zeigen wollte, noch vor der Eröffnung der Ausstellung wieder abgehängt wurden.
Der deutsche Bundeskanzler Helmut Schmidt übergab im Januar 1978 anlässlich seines Besuches in Rumänien eine Liste von 483 Härtefällen, deren Eheschließung mit deutschen Partnern bislang nicht genehmigt worden war, und verlangte schnelle Abarbeitung dieser Fälle als Vorbedingung für Verhandlungen über den Abbau des rumänischen Handelsdefizits (> 400 Millionen Mark in 1977). Auch Dorél Dobocan stand auf dieser Liste und konnte nach weiterer Intervention durch Helmut Schmidt, Außenminister Hans-Dietrich Genscher und Unterstützung durch den amerikanischen Präsidenten Jimmy Carter am 12. Juni 1978 in die Bundesrepublik Deutschland ausreisen.
1977 schloss er sich dem Berufsverband Bildender Künstler Frankfurt an, dem er bis 1980 angehörte. 1979 zog er in das Atelier Fort Malakoff in Mainz ein und belegte den 2. Preis beim Concorso internazionale di pittura, Italia 2000. Den Förderpreis des Landes Rheinland-Pfalz für Malerei erhielt Dobocan 1980. Im selben Jahr richtete er ein Atelier auf der Insel Ibiza mit Professor Elyssey Russo ein. Von 1980 bis 1983 war er Leiter des Zeichenkurses im Kunstverein Mainz. 1980 schloss er sich dem Berufsverband Bildender Künstler Rheinland-Pfalz an, dessen Mitglied er bis 1987 war. 1982 erhielt er den dritten Preis beim Bundeswettbewerb Hambacher Schloss. In den Jahren von 1983 bis 1994 arbeitete er regelmäßig in New York.
1984 gestaltete er künstlerisch das Narrenschiff für die literarische Rheinreise mit 70 Schriftstellern und Künstlern von Basel bis Rotterdam. 1985 hatte er seine erste große Einzelausstellung in New York. Er begegnete den amerikanischen Künstlern Tom Wesselmann, Paulo Buggiani, David Hecht, Naoto Nakagawa und löste sein Atelier in Ibiza auf. Dobocan war an der Aktion Künstler für Dalai Lama beteiligt. 1988 verbrachte er Arbeitsaufenthalte in Brasilien, Argentinien, Uruguay, Paraguay. Es folgten 1989 ein weiterer in Havanna. Im selben Jahr nahm er seinen zweiten Wohnsitz in Paris, richtete dort ein Atelier ein und zeigte seine Arbeiten in der französischen Hauptstadt in Ausstellungen. Zwischen 1991 und 1993 schuf er 45 Plastiken unter dem Titel Orchestra sans Musica. 1993 wurde die erste große Installation des Orchestra sans Musica in der Kunsthalle Schirn, Frankfurt am Main gezeigt; ebenso im Theater am Goetheplatz, Baden-Baden. Die Ausstellung There is music in the air folgte 1994 in der Sander Gallery, New York; eine Ausstellungstournee von New York nach Deutschland, Belgien, Frankreich und Italien folgte.
Von 1995 bis 1997 arbeitete Dobocan an der Bilderwand Weltlandschaften für eine Ausstellung im Kunstmuseum Peking. Sie wurde 2000 vom ZDF erworben und im Hauptstadtstudio Zollernhof in Berlin ausgestellt. Das Atelier Fort Malakoff gab er 1997 auf und zog ins Atelier Alte Patrone in Mainz um. 1999 begann er mit der Arbeit für ein Denkmal zu Ehren Martin Luther Kings mit Recherchen in Atlanta, dabei begegnete er der Witwe des Bürgerrechtlers, Coretta Scott King. Am Skulpturen-Ensemble Im Schatten der Macht in memoriam Martin Luther King arbeitete er von 1999 bis 2001.
2004 zeigte Dobocan die Ausstellung Dialog im Marmorpalast des russischen Museums in St. Petersburg; sie wurde 2004 im Landesmuseum Koblenz auf der Festung Ehrenbreitstein wiederholt.
Seit 2007 ist Dobocan Mitglied des Beraterkreises Arp Museum Bahnhof Rolandseck. 2008 übergab er die Plastik Geigensolistin aus dem Orchestra sans Musica im Rahmen des Kunstfest Weimar für die Gedenkstätte KZ Buchenwald.
2008 wurde die Jubiläumsausstellung Frei(T)räume – 30 Jahre Freiheit im Mainzer Landtag vom Ehrengast Bundesaußenminister a. D. Hans-Dietrich Genscher eröffnet.
Von 2014 bis 2015 arbeitete Dobocan an dem Ausstellungsprojekt „AN DER GRENZE Nahaufnahmen. Fernblicke“. Die Ausstellung fand anlässlich der Jubiläumsfeier „25 Jahre Wiedervereinigung“ statt, die vom Land Hessen ausgetragen wurde und im Rahmen der „Woche der Freiheit“, die von der Landeshauptstadt Wiesbaden ausgerufen wurde.
2017 übergab die hessische Staatskanzlei Dobocans Triptychon Die Kalte Wahrheit, das ehemalige Hauptwerk der „Jubiläumsausstellung 25 Jahren deutsch-deutsche Wiedervereinigung“, an die Point Alpha Stiftung in Gaisa.
2022 fand ein Festakt mit verbundener Ausstellung „DOBOCANS WELT“ unter Schirmherrschaft der Ministerpräsidentin von RLP Malu Dreyer zum fünfzigjährigen Arbeitsjubiläum und siebzigsten Geburtstag in der Akademie der Wissenschaften und der Literatur in Mainz statt. Zur Ausstellung erschien das gleichnamige Buch „Dobocans Welt“ im Göttinger Verlag der Kunst.
2023 folgte eine Teilnahme als Gastredner beim Tag der Deutschen Einheit in der Bundeskanzler Helmut-Schmidt -Stiftung, Hamburg.

## Ausstellungen (Auswahl)
- 2024: Grafik Museum, Bad Steben: „Magie der Symbole“
- 2022: Akademie der Wissenschaften und der Literatur, Mainz: „DOBOCANS WELT – Ausstellung zum 70. Geburtstag und 50-jährigen Arbeitsjubiläum“
- 2019: Kunst im KKM Dorél Dobocan – „KunstVisite“; Grafik Museum Bad Steben: 25 Jahre Grafikmuseum Stiftung Schreiner – „Die Sammlung“
- 2018: Kunstraum Singulart, Paris; Galerie Mainzer Kunst („Kabinetstücke“)
- 2017: Point Alpha Stiftung, Geisa („Die kalte Wahrheit“); Centro artistico culturale „Il Leone“ Roma („La Seriegraphia“); La Maison des Arts, Paris
- 2016: Galerie Mainzer Kunst, Mainz („Die sichtbare Stille“); Galerie Cornelissen, Wiesbaden, Minamigaoka Art Museum, Karuizawa, Japan („Zeitgenössische Grafik“); La Maison des Arts, Paris
- 2015: Kreuzkirche Wiesbaden („Grenzen erfahrbar gemacht in Kunst, Film und Licht“); Kunsthalle Wiesbaden („AN DER GRENZE Nahaufnahmen. Fernblicke“); Grafikmuseum Stiftung Schreiner Bad Steben („Feminal – Die Frau in zeitgenössischen Grafiken“); La Maison des Arts, Paris
- 2014: „Kunst Privat“ Iffland AG, Gelnhausen (Hessische Unternehmen zeigen Ihre Kunst); MVB Forum Galerie, Mainz (Still! Leben!, Malerei und Zeichnung); La Maison des Arts, Ville d’Antony, Paris
- 2013: Documenta-Halle, Kassel („Kunst trotz(t) Armut“, Wanderausstellung); Akita Prefectural Art Museum, Akita, Japan (Works on Peper); Kunstraum Toskanische Säulenhalle, Augsburg (Künstler helfen Obdachlosen)
- 2012: Staatliches Russisches Museum, St. Petersburg; Fiac – Grand Palais, Paris; Galerie Art Mayence, Mainz („Strich, Zeichnung, Bild“)
- 2011: Bundesgartenschau Koblenz („Orchestra sans Musica“, Installation); Städtische Galerie Rosenheim („Kunst trotz(t) Armut“); Neues Justizzentrum, Koblenz (Menschen – Recht und Freiheit); Mittelrhein-Museum, Koblenz (Menschen – Recht und Freiheit); Minamingoaka Art Museum, Karuizawa, Japan (Liebespaare in der Grafik); Grafik Museum Stiftung Schreiner, Bad Steben („Die Kunst-Allianz“)
- 2010: Galerie Art Mayence, Mainz (Künstler der Galerie); Ludwig Galerie Schloß Oberhausen („Zu(m) Tisch!“ Meisterwerke aus der Sammlung Ludwig); Akita Prefectural Art Museum, Akita, Japan (Druckgrafik der Gegenwart)
- 2009: Arp Museum Bahnhof Rolandseck („Feedback“, Werke aus der Sammlung von Arp bis Herold); Kunsthalle Schlangenbad („Exposition Surprise“); Städtische Galerie Speyer, Museum für Moderne Kunst, Passau; Rathausgalerie Mainz; Alte Baumwollspinnerei Leipzig etc. („Kunst trotz(t) Armut“ Wanderausstellung)
- 2008: Kunstfest Weimar (Übergabe der Plastik „Geigensolistin“ aus dem „Orchestra sans Musica“ für die Kunstsammlung der Gedenkstätte Buchenwald); Landtag Mainz („Frei(t)räume – 30 Jahre Freiheit“); Kunst trotz(t) Armut, Wanderausstellung u. a. Frankfurt, Nürnberg, Hannover, Köln, Bremen, Potsdam
- 2007: Kunst Trotz(t) Armut, Wanderausstellung u. a. Berlin, Hannover; Galerie Art Mayence, Mainz („Künstler der Galerie“)
- 2006: Galerie Art Mayence, Mainz („Im Licht der Nostalgie“); Galerie Cornelissen, Wiesbaden
- 2005: Landesmuseum Koblenz; Galerie Cornelissen, Wiesbaden
- 2004: Marmor-Palast des Russischen Museums[7]; Galerie Höhn, Ulm
- 2003: Alte Patrone, Mainz („Arbeiten auf Papier“)
- 2002: Auswärtiges Amt / Lichthof, Berlin; New Art Gallery, London; Neue Sächsische Galerie, Chemnitz; Landesmuseum Koblenz, Koblenz (Sonderprojekt: Installation „Orchestra sans Musica“)
- 2001: Galerie A Part, Paris („Oeuvres sur papier“); Gutenberg Museum Mainz, Im Druckladen (Alte Buckdecken im neuen Gewand); New Art Gallery, London
- 2000: ZDF-Hauptstadtstudio Zollernhof, Berlin (Übergabe der Bilderwand „Paesaggio del mondo“); Rumänisches Kulturinstitut, Berlin „Im Schatten der Macht“ in memoriam Martin Luther King, Mainz (Übergabe des Skulpturen-Ensembles); Galerie A Part, Paris
- 1999: Museo Palazzo Pretorio / Certaldo Alto, Firenze; * 1999: Galerie Métamorphose, Paris; Galerie Alpha, Milano
- 1997: Akademie für Kammermusik / Schloss Engers, Neuwied
- 1996: Landesvertretung Rheinland-Pfalz, Brüssel; Galerie Métamorphose, Paris; Manhattan Arts International Competition New York, New York; Gallery Alpha, Milano
- 1995: Villa Musica, Mainz; Landesbank Rheinland-Pfalz, Mainz; Sander Gallery, New York („Künstler der Galerie“)
- 1994: Vertretung des Landes Rheinland-Pfalz, Bonn („Begegnung der Künste – Poesie, Musik, Malerei“); Sander Gallery, New York; Künstlerhaus Edenkoben, Edenkoben/Pfalz („Begegnung der Künste – Poesie, Musik, Malerei“); Staatsphilharmonie Rheinland-Pfalz, Ludwigshafen (Sonderprojekt: Installation „Orchestra sans Musica“); Galerie im alten Gefängnis, Baden-Baden („Kunst im Knast“)
- 1993: Kunsthalle Schirn, Frankfurt am Main (Installation „Orchestra sans Musica“); Theater am Goetheplatz, Baden-Baden (Sonderprojekt: Installation „Orchestra sans Musica“); Galerie Frank Pages, Baden-Baden
- 1992: Landesvertretung Rheinland-Pfalz, Bonn; Galerie Le Cube, Paris; Fort Malakoff, Mainz (mit Sander Gallery, New York); FIAC, Grand Palais, Paris
- 1991: Künstlerhaus Edenkoben, Edenkoben/Pfalz; Galerie Le Cube, Paris; Sander Gallery, New York („Künstler der Galerie“)
- 1990: Galerie Hérouet, Paris; Inter-Art, Schlosswil / Bern; FIAC, Grand Palais, Paris; Galerie Holland, Grandville
- 1989: Galerie Quincampoix, Paris; Galerie Le Cube, Paris Fort Malakoff, Mainz (mit Sander Gallery, New York)
- 1988: Sander Gallery, New York (Künstler der Galerie); La Maison des Arts, Paris („Peinture sur papier“); Inter-Art, Schlosswil / Bern; Chicago International Art Expositions, Chicago
- 1987: Produzentengalerie, Zürich; Del Bello Gallery, Toronto; Fort Malakoff, Mainz (mit Sander Gallery, New York); La Maison des Arts, Dreux (Le Bleu du ciel)
- 1987: Sander Gallery, New York
- 1986: Städtische Galerie „Villa Streccius“, Landau; Produzentengalerie, Zürich; Berliner Innovations- und Gründerzentrum, Berlin; Chicago International Art Expositions, Chicago
- 1985: Sander Gallery, New York; Chicago International Art Expositions, Chicago
- 1983: Sander Gallery, New York; Museo de Arta Moderna, Rio de Janeiro („Deutsche Kunst der Gegenwart“); Institut Français, Frankfurt am Main
- 1982: Hambacher Schloss, Neustadt an der Weinstraße
- 1981: Museum der Stadt Boppard, Boppard; Deutsche Parlamentarische Gesellschaft, Bonn; Pfalzgalerie (Sickingen-Kunstpreis), Kaiserslautern
- 1980: Kunstverein Eisenturm Mainz; Rheinisches Landesmuseum Trier; Kunstverein Vanvitelli, Napoli; Galerie Jottwedee, Mainz
- 1978: Galerie Jottwedee, Mainz; Kunstverein Steinernes Haus, Frankfurt am Main
- 1977: Kunstverein Steinernes Haus, Frankfurt am Main
- 1976: Galerie Helios, Timișoara; Museu de Arte, Timișoara
- 1975: Galerie Bastion, Timișoara; Museu de Arte, Timișoara
- 1974: Galerie Helios, Timișoara
- 1973: Galerie Arta, Kronstadt; Galerie Bastion, Timișoara; Galerie im Schillerhaus, Bukarest